# Viscount Maynard

Wappen der Viscounts Maynard

Viscount Maynard, of Easton Lodge in the County of Essex, war ein erblicher britischer Adelstitel in der Peerage of Great Britain.

## Verleihung und Geschichte des Titels
Der Titel wurde am 28. Oktober 1766 für Charles Maynard, 6. Baron Maynard, geschaffen. Zusammen mit der Viscountwürde wurde ihm, ebenfalls in der Peerage of Great Britain, der nachgeordnete Titel Baron Maynard, of Much Easton alias Easton ad Montem in the County of Essex, verliehen. Beide Titel wurden mit dem besonderen Zusatz verliehen, dass sie in Ermangelung leiblicher männlicher Nachkommen auch an dessen Neffen dritten Grades Sir William Maynard, 4. Baronet († 1738), vererbt werden können. Der 1. Viscount hatte bereits 1745 von seinem Bruder die fortan nachgeordneten Titel 6. Baron Maynard, of Estaines in the County of Wicklow (verliehen am 14. März 1628 in der Peerage of England), 6. Baron Maynard, of Wicklow (verliehen am 30. Mai 1620 in der Peerage of Ireland), und 6. Baronet, of Easton Parva in the County of Essex (verliehen am 29. Juni 1611 in der Baronetage of England), geerbt, die einst seinem Urgroßvater verliehen worden waren.
Da der 1. Viscount kinderlos blieb, fielen seine Titel bei seinem Tod, 1775, an dessen Neffen vierten Grades Sir Charles Maynard, 5. Baronet, als 2. Viscount. Dieser hatte bereits 1738 von seinem Vater den fortan nachgeordneten Titel 5. Baronet, of Walthamstow in the County of Essex, geerbt, der am 1. Februar 1682 in der Baronetage of England seinem Urgroßvater verliehen worden war.
Als der 2. Viscount 1824 kinderlos starb, fielen alle seine Titel an dessen Neffen als 3. Viscount. Da auch dieser keine männlichen Nachkommen hinterließ, erloschen alle genannten Titel schließlich bei dessen Tod am 19. Mai 1865.

## Liste der Barons und Viscounts Maynard

### Barons Maynard (1620/1628)
- William Maynard, 1. Baron Maynard (um 1589–1640)
- William Maynard, 2. Baron Maynard (1623–1699)
- Banastre Maynard, 3. Baron Maynard (1642–1718)
- Henry Maynard, 4. Baron Maynard (um 1673–1742)
- Grey Maynard, 5. Baron Maynard (1679–1745)
- Charles Maynard, 6. Baron Maynard (um 1690–1775) (1766 zum Viscount Maynard erhoben)

### Viscount Maynard (1766)
- Charles Maynard, 1. Viscount Maynard (um 1690–1775)
- Charles Maynard, 2. Viscount Maynard (1751–1824)
- Henry Maynard, 3. Viscount Maynard (1788–1865)